# Goran Marić
Goran Marić (Grude, 5. rujna, 1959.) bivši je hrvatski ministar državne imovine. Poznat je i kao nogometni sudac.